# All My Hits - Todos mis exitos Vol. 2
All My Hits - Todos mis exitos Vol. 2 è una compilation della cantante statunitense Selena, pubblicata postuma il 29 febbraio 2000 dalla EMI Latin.

## Tracce
1. Enamorada de ti – 6:06 (A. B. Quintanilla, Pete Astudillo)
2. No quiero saber – 3:34 (A. B. Quintanilla, Pete Astudillo)
3. Techno Cumbia – 3:45 (A. B. Quintanilla, Pete Astudillo)
4. A Million to One – 3:23 (Phil Medley)
5. Fotos y recuerdos – 2:35 (Chrissie Hynde, Ricky Vela)
6. Si una vez – 2:45 (A. B. Quintanilla, Pete Astudillo)
7. No me queda más – 3:51 (Ricky Vela)
8. Siempre hace frío – 3:14 (Cuco Sánchez)
9. El chico del apartamento 512 – 3:27 (A. B. Quintanilla, Ricky Vela)
10. Muñequito de trapo – 3:04 (Juan H. Barron)
11. Captive Heart – 2:57 (Mark Goldenberg, Kit Hain)
12. Tú robaste mi corazón – 4:18 (A. B. Quintanilla)
13. Bidi bidi bom bom – 3:52 (Selena Quintanilla, A. B. Quintanilla, Pete Astudillo)
14. Aunque no salga el sol – 4:20 (Johnny Herrera)
15. Yo fuí aquella – 3:27 (A. B. Quintanilla)
16. Cien años – 3:36 (Alberto Cervantes, Rubén Fuentes, Simon Gallup, Robert Smith, Laurence Tolhurst)

## Classifiche
| Classifica (2000) | Posizione massima |
| ----------------- | ----------------- |
| Stati Uniti       | 149               |